# Здание Народного банка в Белграде

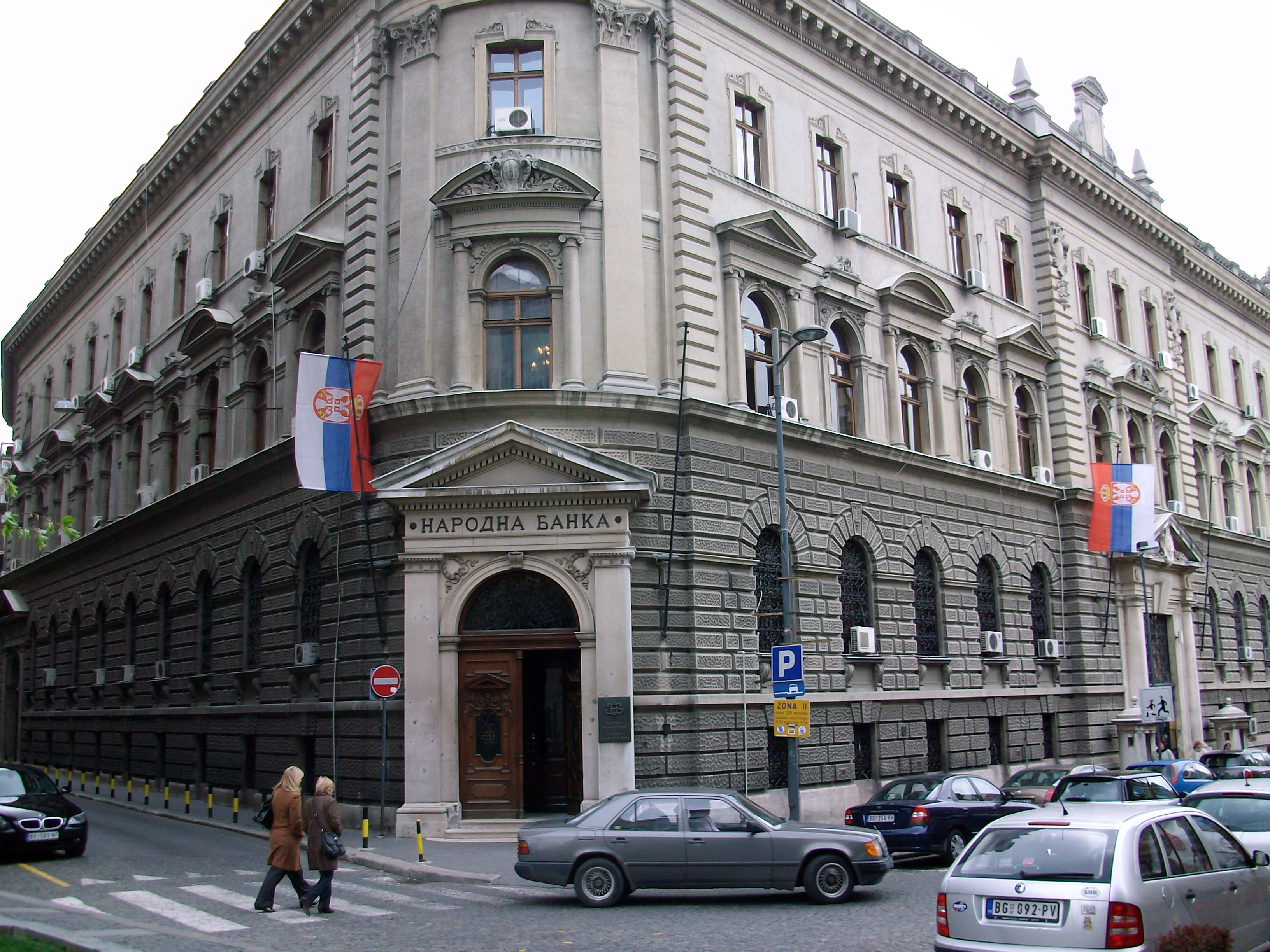
Здание Народного банка

Создание Привилегированного народного банка Сербского королевства (серб. Зграда Народне банке Србије у Улици краља Петра) было длительным процессом, обусловленным развитием экономики, денежных отношений, других финансовых учреждений, а также потребностями экономической и политической независимости Королевства Сербии. Официально Банк был учрежден после принятия Закона о Национальном банке от 30 декабря 1882 г., вступившего в силу после его подписания королём Миланом Обреновичем 6 января 1883 г. Согласно этому закону, Банк получал статус привилегированного учреждения (последующие 25 лет форма организации — акционерное общество) с уставным капиталом в 20 миллионов динаров. Было предусмотрено, что деятельность Банка будет контролировать государство. Официально Банк приступил к работе 1 июня 1884 г. Именно с того момента было арендовано помещение в доме Христины Кумануди по адресу ул. Кнез Михаилова, дом 38 (сегодня — Кнез Михаилова, дом 50). Памятник культуры.

## История
Поскольку для банковской деятельности такого уровня потребовалось гораздо большее помещение, чем временно арендованное, принято решение строить новое здание. Для этого был куплен участок на углу улиц Дубровачка и Цара Лазара. В 1887 г. два архитектора из Министерства строительства предложили свой проект нового здания, однако Совет управляющих не утвердил его, а поручил сделать проект Константиту Йовановичу, в то время уже признанному архитектору, сыну художника-литографа Анастаса Йовановича. Проект Банка был его первой авторской работой в Белграде. Выполнение строительных работ, «за исключением каменотесных и слесарных, а также отопительных, осветительных, водопроводных и штукатурно-малярных» было поручено подрядчикам из Сегедина Йирасекu и Краусu. Строительство шло в течение 1889—1890 гг. и Банк переехал в новое здание 15 марта 1890 г. О том, насколько важным было это событие в восприятии современников, свидетельствует и тот факт, что в том же году автор проекта был удостоен ордена Святого Саввы Третьей степени. В отчёте о деятельности Банка за 1890 год сказано "…имеет здание, которым может гордиться и он сам и наша столица, которую оно украшает. Далее подчеркивается роль автора «…в большой степени это заслуга архитектора Косты Йовановича, который разработал все планы и лично контролировал выполнение строительных и остальных работ».

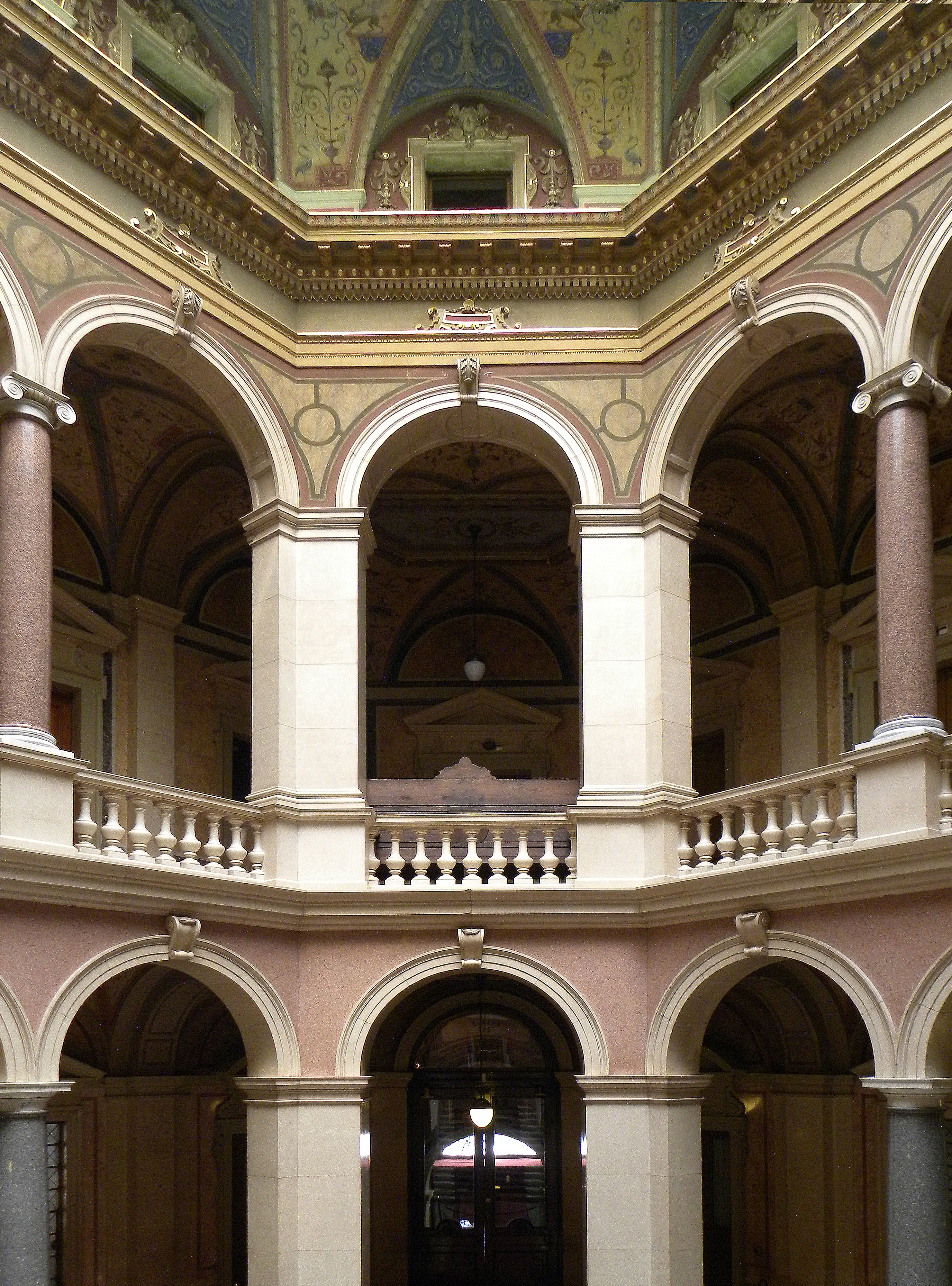
Зал обслуживания, 1922-25 гг.

После Первой мировой войны Привилегированный Национальный банк Королевства Сербии превратился в Национальный банк Королевства сербов, хорватов и словенцев. Расширение сферы деятельности диктовало и расширение функционального пространства, в результате чего к старому зданию сделаны пристройки, прилегающие к другим домам по улицам Краля Петра, Грачаничка, Спасићева (тогда Творничка) и частично Цара Лазара. Таким образом сформировался единый урбанистический блок неправильной пятиугольной формы. Автором проекта расширения Банка снова назначен Константин Йованович, который успешно справился и с этой задачей, не отступая от стилистики своего первенца. В форме замкнутого блока с внутренним двором, типа атриума, административно-управленческое здание, больше напоминающее дворец, дошло до наших дней. Несмотря на то, что здание имеет угловую, а не фронтальную перспективу, которая позволяла бы видеть объект полностью, оно выглядит в высшей степени гармонично, монументально и презентабельно.

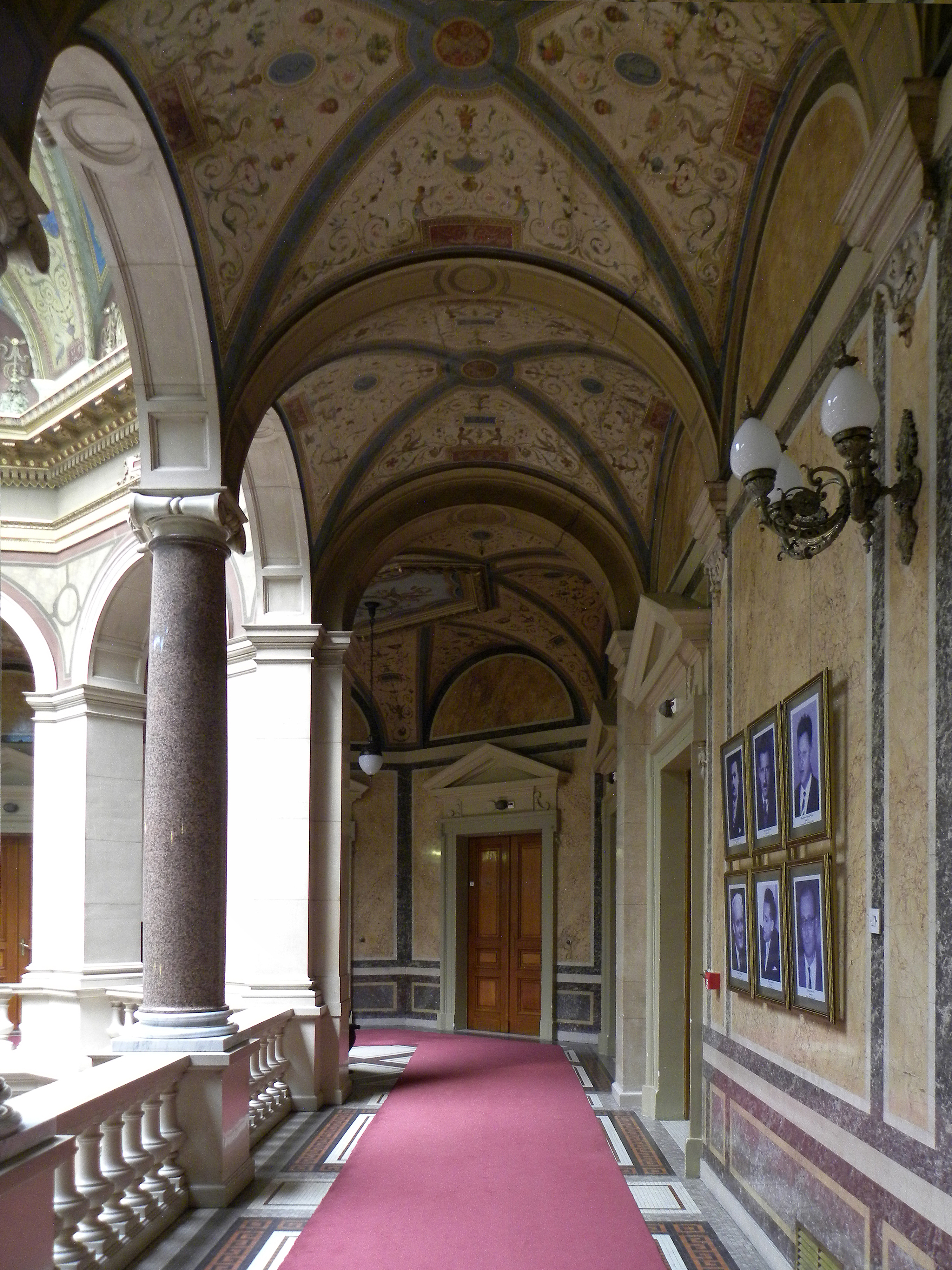
Декоративная роспись потолка, интерьер

## Архитектура
В стиле и оформлении здания угадываются элементы итальянской дворцовой архитектуры позднего Ренессанса XVI века, а также влияние выдающегося венского архитектора Готфрида Земпера, который был профессором Йовановича. Точнее, Йованович продолжает стилистику Дворца Фарнезе в Риме (Palazzo Farnese), авторами которого были Антонио Сангало Младший и Микеланджело (годы строительства 1513 и 1534—1546), и Дворца Оппенгейма в Дрездене(Palate Oppenheim), построенного в середине XIX века Готфридом Земпером.
Эта самая выдающаяся из работ Константина Йовановича подчеркивает главную особенность его поэтики — сочетание в концепции фасада тематики ренессансной архитектуры и эклектики, выражающейся в использовании элементов архитектурной пластики, заимствованных у барокко. Именно эта концепция наглядно продемонстрирована на примере архитектуры Национального банка, который считается наиболее значительным объектом академического стиля в Сербии.

### Экстерьер
Фасад, выходящий на улицу, выполненный в стандартном академическом стиле, горизонтально разделен на три части. Зоны контрастируют между собой. Если нижняя зона больше соответствует рустике, то высшие зоны более спокойные и отделены от нижней глубоким профилированным карнизом. Зону первого и цокольного этажей характеризует массивная монолитная рустичная обработка, облегченная правильно рифмованным рядом арочных окон. Архитектурная эстетика этой зоны непосредственно ассоциируется с флорентийскими дворцами XV века. Монотонность первого этажа нарушена парадными подъездами, выходящими на улицы Краља Петра и Цара Лазара. В концепции зон второго и третьего этажей Йованович позволяет себе большую свободу. В зоне второго этажа строгая иерархия ровной поверхности стен нарушена чередованием окон различных профилей, тогда как полная эстетическая картина верхних уровней обязана в первую очередь презентабельным наличникам с лепным обрамлением и декоративным элементам над парадными подъездами. Зона третьего этажа упрощена линией ничем не примечательных окон, над которыми как заключительный элемент декора нависает глубокий профилированный карниз с балюстрадой.

### Интерьер
Большое внимание уделено интерьеру, таким образом изысканное оформление внутренних помещений не уступает впечатляющему экстерьеру. В художественном оформлении интерьера сочетается множество функциональных и чисто декоративных предметов изобразительного и прикладного искусства, которые органично вписываются в единый архитектурный ансамбль. Особый акцент поставлен на узловых функциональных сегментах внутреннего пространства — вестибюле в старой части здания и зале обслуживания клиентов. Построенные в неоренессансном стиле, эти помещения, предназначенные для публики, выглядят особенно импозантно. В основе их композиционного решения лежит контраст между пустым и заполненным пространством, спокойными однотонными и многоцветными деталями, широким применением флорального орнамента и альтернацией разнородных материалов.
Общее впечатление роскоши и монументальности интерьера усиливает роспись потолка и стен, являющаяся наиболее сохранившимся и привлекательным декором начала XX века. Живописные композиции сделаны в духе европейского стиля того времени и полностью вписываются в архитектуру. Принцип оформления интерьера такого презентабельного объекта, как Национальный банк, следует лучшим традициям академизма. Декоративное оформление, конечно, не авторская работа, а выполненная по готовым эскизам скорее всего из Центральной Европы. В оформлении интерьера пристроенной части здания (1925 г.) повторена та же живописная стилистика, что и в старом здании. Сюжеты и фигуры заимствованы из мифологии и различной художественной традиции. Общая символика декорации с рогом изобилия, сфинксами, грифонами и самым важным символом — Меркурием, ясно указывает на функцию объекта и идею успеха, богатства и благополучия. К ценным художественным произведениям в интерьере Банка принадлежит женский бюст, названный «Сербия», автора Джордже Йовановича, предназначавшейся для памятника Косовским героям в г. Крушеваце. Он стоит в вестибюле старого здания, подчеркивая национальный характер учреждения. До Второй мировой войны интерьер Банка украшали и портреты всех его управляющих, работы художников УрошаПредича.
Здание Национального банка наилучшим образом воспроизводит европейские достижения в академическом стиле, а его автора, Константина Йовановича, представляет как одного из лучших архитекторов этого направления среди его сербский коллег. Единство авторской интерпретации и институционального значения Национального банка делает этот объект исключительно важным материальным отражением общественных тенденций, экономических и архитектурных достижений Королевства Сербии, а потом и Королевства сербов, хорватов и словенцев. Культурным памятником особого значения объявлен в 1979 г.